# الغارة الجوية الأمريكية على سوريا (فبراير 2021)
الغارة الجوية الأمريكية على سوريا (فبراير 2021) هي غارة جوية نفذها سلاح الجو الأمريكي على موقع اعتقد أن بعض الجماعات المسلحة العراقية المدعومة من إيران احتلتها في المنطقة الحدودية الواقعة في شرق سوريا. جاءت العملية أحادية الجانب التي أطلقتها الولايات المتحدة الأمريكية ردًا على الهجمات الصاروخية المتعددة التي استهدفت القوات الأمريكية في العراق قبل عشرة أيام، وكانت أول عملية عسكرية هجومية معروفة تُنفّذ في عهد الرئيس الأمريكي جو بايدن.

## الخلفية التاريخية
تدخلت الولايات المتحدة الأمريكية عسكريًا في العراق في عام 2014 كجزء من عملية العزم الصلب، وهي التحالف العسكري الذي قادته الولايات المتحدة الأمريكية بهدف بمحاربة تنظيم الدولة الإسلامية في العراق والشام (داعش). ثُم تدخلت إيران في البلاد أيضًا لدعم الفصائل الشيعية المشاركة في الصراع، والتي كان العديد منها معاديًا للتحالف الذي تقوده الولايات المتحدة الأمريكية. ازدادت وتيرة الهجمات الصاروخية التي استهدفت القوات الأمريكية في البلاد خلال أزمة الخليج العربي في الفترة ما بين عامي 2019-2021. انخرطت إيران في الحرب الأهلية في سوريا منذ بداية الصراع في عام 2011، حيث قدمت في البداية المشورة للعناصر الموالية للحكومة السورية هناك، بينما لعبت الولايات المتحدة دورًا نشطًا في الصراع منذ عام 2012، ولكنها لم تتدخل بصورة رسميًة سوى في عام 2014 كحزء من عملية العزم الصلب. وفي 15 فبراير (شباط) 2021، وقبل عشرة أيام من الغارة الجوية الأمريكية، أدى هجوم صاروخي وقع في مدينة أربيل العراقية إلى مقتل مقاول مدني تابع لتحالف عملية العزم الصلب من الفلبين وإصابة ستة آخرين، من بينهم جندي أمريكي. في 20 فبراير (شباط) 2021، ثُمّ استهدف هجوم صاروخي آخر قاعدة بلد الجوية في محافظة صلاح الدين بالعراق، مما أدى إلى إصابة مقاول مدني من جنوب إفريقيا كان يعمل لدى التحالف الذي تقوده الولايات المتحدة الأمريكية.

## الغارة الجوية
استهدفت الغارة الجوية التي نفذها سلاح الجو الأمريكي مجموعة من المباني الواقعة في قرية الحري بالقرب من مدينة البوكمال، التي اعتقدت وزارة الدفاع الأمريكية أنها كانت معقلًا لأعضاء من كتائب حزب الله العراقية وكتائب سيد الشهداء. أسقط سلاح الجو الأمريكي على المنطقة خلال الغارة الجوية سبع قنابل تزن 500 رطل مزودة بأجهزة معدات توجيه من طائرتين مقاتلتين أمريكيتين من طراز إف-15 إي، مما أدى إلى تدمير تسع منشآت وجعل اثنتين أخريين غير صالحتين للسكن. أكد مسؤولو وزارة الدفاع الأميركية وإدارة بايدن علنَا على الطبيعة "المحدودة" للعملية، زاعمين إن الضربة كانت تهدف إلى إعاقة الجماعات المسلحة العراقية ومنعها من شن هجمات مستقبلية. وذكرت صحيفة وول ستريت جورنال في وقت لاحق أن بايدن ألغى تنفيذ ضربة جوية ثانية، بعدما رصد سلاح الجو الأمريكي وجود "امرأة وطفلين" في المنطقة. كانت هذه الغارة الجوية هي أول عملية عسكرية هجومية تعترف الولايات المتحدة الأمريكية بتنفيذها علنًا في عهد إدارة الرئيس الأمريكي جو بايدن.

## الخسائر البشرية
أفادت وكالة رويترز استنادًا إلى تقارير محلية بمقتل 17 شخصا على الأقل نتيجة الغارة الجوية الأمريكية على منطقة البوكمال. في حين أعلن المرصد السوري لحقوق الإنسان عن مقتل 22 شخصًا نتيجة الغارات الجوية الأمريكية في المنطقة، ومن جانبها كشفت كتائب حزب الله العراقية أن شخصا واحدا فقط قتل خلال غارة بينما أصيب أربعة آخرون.

## ردود الأفعال
حذر الرئيس الأمريكي جو بايدن إيران في أعقاب الضربات الجوية، قائلاً: "لا يمكنكم الاستمرار في التصرف بهذا الشكل مع الإفلات من العقاب، لذا كونوا حذرين". ووصف المتحدث باسم البنتاغون جون كيربي الضربات الجوية بأنها "رد عسكري متناسب" على الهجمات الصاروخية السابقة. وفي الوقت نفسه، صرح وزير الدفاع الأمريكي لويد أوستن إنه أوصى بايدن بتنفيذ هذه العملية. ومن جانبها أدانت إيران الضربة الجوية الأمريكية في سوريا ووصفتها بأنها "انتهاك لسيادة سوريا" ونفت مسؤوليتها عن الهجمات الصاروخية التي استهدفت القوات الأمريكية في العراق.
اعتبر الممثل الأمريكي مايكل ماكول الضربة الجوية بمثابة "رادع ضروري" وقال إن الإضرار بالمصالح الأمريكية " هي أفعال لن يتم التسامح معها". في حين انتقد بعض الأعضاء في الكونجرس الأمريكي العملية بسبب احتمال عدم دستوريتها. ودعا عضوا مجلس الشيوخ الأمريكي تيم كين وكريس مورفي إلى تقديم طلب إحاطة في الكونجرس حول شرعية الضربات الجوية، وقال النائب رو خانا إنه "لا يوجد مبرر يدفع الرئيس للسماح بضربة عسكرية ليست دفاعًا عن النفس ضد تهديد وشيك دون الحصول على إذن من الكونجرس". مضيفًا أن الغارة الجوية جعلت بايدن "الرئيس الأمريكي السابع على التوالي الذي يأمر بشن ضربات جوية على منطقة الشرق الأوسط". أفاد مجلس الأمن القومي إنه أخطر الكونجرس مسبقًا، كما دافع بايدن عن العملية في رسالة وجهها إلى الكونجرس في 27 فبراير (شباط) 2021، زاعمًا دستوريتها استنادًا إلى المادة 51 من ميثاق الأمم المتحدة، وقال إنه أمر بتنفيذ الغارات الجوية "لحماية الأفراد الأمريكيين وشركائهم والدفاع عنهم ضد الهجمات الصاروخية المستقبلية". ذكر نائب مساعد وزير الدفاع الأمريكي السابق لشؤون الشرق الأوسط، ميك ملروي، أن الضربات نُفذت على الأرجح في سوريا بدلًا من العراق لتجنب الوقوع في مشكلة مع الحكومة العراقية.